# Arvingen til Kragsholm
Arvingen til Kragsholm er en dansk stum dramafilm fra 1909 produceret af Nordisk Films Kompagni og instrueret af Viggo Larsen i 1909.

## Handling
Den ældre godsejer må tage på en længere rejse, og overlader ansvaret for godset til sin ældste søn. Han formaner inden afrejsen sønnen om de pligter, der følger med rollen som faderens stedfortræder. Sønnen lader dog hånt om faderens formaninger; så snart han er rejst holder sønnen fester, og han spiller og fester godsets formue op. Kreditorerne overtager godset, som familien må forlade. Faderen kommer tilbage, men alt er tabt. Sønnen vil skyde sig en kugle for panden, men forvalterens unge datter, der længe har været forelsket i den unge mand, redder ham og opfordrer til at tage sammen til Amerika, for der at begynde på en frisk. Rørt over den unge piges tiltro til ham, hanker sønnen op i sig selv, og ved hårdt arbejde for han skrabet penge sammen, som han kan give til faderen og bringe familien ud af armodet.

## Medvirkende
- Bernhard Lehmann, som Beloff, spionchef
- Gerda Tarnow, som Baronesse Tarnowa
- Viggo Larsen
- Petrine Sonne
- Edmund Østerbye
- Axel Boesen
- Aage Brandt
- Holger Pedersen (Gissemand)
- Gudrun Kjerulf
- Franz Skondrup
- Sofus Wolder
- Maggi Zinn